# Dokuzynian sodu
Dokuzynian sodu, dokuzan sodowy (łac. Docusatum natricum) – organiczny związek chemiczny, sól sodowa kwasu bis(2-etyloheksylo)sulfobursztynowego. Stosowany jako lek działający przeczyszczająco. Obniża napięcie powierzchniowe nabłonka przewodu pokarmowego, ułatwia przenikanie wody do mas kałowych. Nie pobudza perystaltyki jelit. Wykazuje również słabe działanie bakteriobójcze.

## Wskazania
- zaparcia
- miejscowe choroby odbytu
- przygotowanie do zabiegów diagnostycznych i operacyjnych
- stan po zabiegach operacyjnych w obrębie jamy brzusznej

## Przeciwwskazania
- nadwrażliwość na lek
- niedrożność jelit
- stany zapalne jelita grubego
- bóle brzucha o niewyjaśnionej etiologii

## Działania niepożądane
- bóle brzucha
- nudności
- biegunka
- hipokalemia
- bóle i krwawienie z odbytu
- reakcje alergiczne

## Preparaty
Preparaty dostępne w Polsce:
- Laxol – czopki
- Ulgix Laxi – kapsułki miękkie

## Dawkowanie
Dawkę oraz częstotliwość stosowania leku ustala lekarz. Zwykle osoby dorosłe do 250 mg na dobę w 2-3 dawkach podzielonych.